# Powiat Frankenstein
Powiat Frankenstein (niem. Landkreis Frankenstein, pol. powiat ząbkowicki) – prusko-niemiecka jednostka podziału administracyjnego, istniejąca w latach 1816–1945, wchodząca w skład prowincji śląskiej (do 1919 r.), a następnie prowincji dolnośląskiej.

## Historia
Landkreis Frankenstein i Landkreis Münsterberg powstały na terenie średniowiecznego księstwa ziębickiego. Zostały one założone za panowania Fryderyka II Wielkiego, który dokonał reorganizacji administracji.
W latach 1815–1816 wprowadzono w Prusach jednostkę administracyjną rejencję jako pośredni szczebel administracji pomiędzy prowincją a powiatem. Powiaty Frankenstein i Münsterberg należały do pruskiej prowincji śląskiej i do nowo utworzonej rejencji w Dzierżoniowie. Siedzibami starostów, urzędów powiatowych i sejmików powiatowych były odpowiednio: Ząbkowice Śląskie i Ziębice.
Taki podział pozostał praktycznie aż do lat 30. XX w., chociaż kilkakrotnie dokonywano korekty granic obu powiatów. Ostatnia za czasów niemieckich reforma administracyjna miała miejsce w 1932 r. i była związana z działaniami oszczędnościowymi rządu. Rozporządzeniem z dnia 1 sierpnia 1932 r. po niemal 200 latach zlikwidowano powiat ziębicki. Ziębice wraz z okolicami zostały włączone do powiatu ząbkowickiego, a jego północna i wschodnia część do powiatu grodkowskiego i powiatu strzelińskiego.
1 listopada 1932 r. zaczął funkcjonować na tym obszarze tzw. Wielki Powiat Ząbkowicki.
Powiat ząbkowicki został zajęty w maju 1945 r.  przez oddziały radzieckiej 59 Armii. Kilkanaście dni później 21 maja 1945 r. zaczęła działać polska administracja, a w grudniu tego samego roku powołano urząd starostwa powiatowego. Tym samym swoją działalność na tym terenie rozpoczął polski powiat ząbkowicki, który pokrywał się pod względem obszaru z przedwojennym Landkreis Frankenstein.

## Landraci[3]
- 1871–1901  Valerian Held
- 1902–1911  Karl Freiherr Schirndinger von Schirnding
- 1912–1918  Friedrich Wilhelm von Hohenzollern, książę pruski
- 1919–1932  Adolf Freiherr von Thielemann
- 1933–1933  dr Georg Pietsch
- 1933–1934  dr Georg Horstmann[4]
- 1934–1944  dr Hermann Ercklentz
- 1944–1945  Otto Ulrich Bährens

## Ludność (1885–1939)
- 1885 r. – 50.193
- 1890 r. – 48.586, z czego ewangelicy: 8.894,   katolicy: 39.492,   wyznanie mojżeszowe: 142
- 1900 r. – 45.632, z czego ewangelicy: 9.337,   katolicy: 36.185
- 1910 r. – 45.312, z czego ewangelicy: 9.289,   katolicy: 35.896
- 1925 r. – 47.304, z czego ewangelicy: 10.700,  katolicy: 36.442,   wyznanie mojżeszowe: 55,   inni chrześcijanie:  55
- 1933 r. – 76.610, z czego ewangelicy: 18.127,  katolicy: 58.131,   wyznanie mojżeszowe: 74,   inni chrześcijanie:  23
- 1939 r. – 75.056, z czego ewangelicy: 17.915,  katolicy: 56.480,   wyznanie mojżeszowe: 30,   inni chrześcijanie:  10

## Podział administracyjny
1 stycznia 1945 powiat dzielił się na:
- 5  miast
- 98 gmin